# Sweetie
Sweetie è un film del 1989 scritto e diretto da Jane Campion.
È stato presentato in concorso al 42º Festival di Cannes.